# Crystal Reed
Crystal Reed, född den 6 februari 1985 i Roseville i Michigan, är en amerikansk skådespelerska. Hon är mest känd för sin roll Allison Argent i TV-serien Teen Wolf.

## Biografi
Reed föddes i Roseville i Michigan. Hon studerade dans från tidig ålder och var danskapten i high school. Medan hon bodde i Roseville, var hon en aktiv medlem i sin lokala teatergrupp och medverkade i musikalerna Annie, Fiddler on the Roof och Grease. Hon studerade vid Wayne State University och var en del av programmet Bachelor of Fine Arts. Hon flyttade till Chicago och syntes i ett antal lokala teaterproduktioner. I december 2008 flyttade hon till Hollywood för att fullfölja en karriär inom TV och film.

## Filmografi

### Film
| År   | Titel                               | Roll             | Notering          |
| ---- | ----------------------------------- | ---------------- | ----------------- |
| 2010 | Skyline                             | Denise           |                   |
| 2011 | Crazy, Stupid, Love                 | Amy Johnson      |                   |
| 2012 | Jewtopia                            | Rebecca Ogin     |                   |
| 2013 | Crush                               | Bess             | Direkt till video |
| 2015 | Too Late                            | Dorothy Mahler   |                   |
| 2018 | Ghostland                           | Elizabeth Keller |                   |
| 2022 | Pinball: The Man Who Saved the Game | Ellen            |                   |
| 2023 | Teen Wolf: The Movie                | Allison Argent   |                   |

### TV
| År        | Titel                          | Roll               | Notering                                |
| --------- | ------------------------------ | ------------------ | --------------------------------------- |
| 2010      | CSI: Crime Scene Investigation | Julie              | Avsnitt: "Lost & Found"                 |
| 2010      | CSI: New York                  | Jules Roday        | Avsnitt: "Damned If You Do"             |
| 2010      | The Hard Times of RJ Berger    | Renee              | Avsnitt: "The Berger Cometh"            |
| 2010      | Rizzoli & Isles                | Natalie            | Avsnitt: "She Works Hard for the Money" |
| 2011      | Drop Dead Diva                 | Ali                | "Avsnitt: "He Said, She Said"           |
| 2011-2014 | Teen Wolf                      | Allison Argent     |                                         |
| 2016      | Teen Wolf                      | Marie-Jeanne Valet | Avsnitt: "Maid of Gévaudan"             |
| 2017-2018 | Gotham                         | Sofia Falcone      |                                         |
| 2019      | Swamp Thing                    | Abby Arcane        |                                         |